# (1014) Semphyra
(1014) Semphyra est un astéroïde de la ceinture principale.

## Description
(1014) Semphyra est un astéroïde de la ceinture principale découvert le 29 janvier 1924 par l'astronome allemand Karl Reinmuth à Heidelberg. Sa désignation provisoire était 1924 PW.
Il a été nommé ainsi d'après un personnage d'un poème d'Alexandre Pouchkine.